# Classe Sandwich
La classe Sandwich est une classe de vaisseau de ligne de 2e rang portant 90 canons construits pour la Royal Navy dans la deuxième moitié du XVIIIe siècle d'après des plans de Thomas Slade.

## Unités de la classe
| classe Sandwich | classe Sandwich            | classe Sandwich  | classe Sandwich | classe Sandwich  | classe Sandwich |
| Nom             | chantier naval             | commande         | Lancement       | fin              | Tableau         |
| --------------- | -------------------------- | ---------------- | --------------- | ---------------- | --------------- |
| HMS Sandwich    | chantier naval de Chatham  | 22 novembre 1755 | 14 avril 1759   | démoli en 1810   |                 |
| HMS Ocean (en)  | chantier naval de Chatham  | 22 avril 1758    | 21 avril 1761   | vendu en 1793    |                 |
| HMS Blenheim    | Chantier naval de Woolwich | 12 novembre 1755 | 5 juillet 1761  | naufragé en 1807 |                 |

## Sources
- (en) Cet article est partiellement ou en totalité issu de l’article de Wikipédia en anglais intitulé « Sandwich-class ship of the line » (voir la liste des auteurs).
- (en) Brian Lavery, The Ship of the Line, vol. 1 : The Development of the Battlefleet 1650-1850, Conway Maritime Press, 2003 (ISBN 0-85177-252-8)
- (en) Rif Winfield, British Warships in the Age of Sail 1793-1817 : Design, Construction, Careers and Fates, Seaforth, 2007, 418 p. (ISBN 978-1-86176-246-7)